# Hans Edgar Reis
Hans Edgar Reis (* 8. Juli 1939; † 10. März 2011) war ein deutscher Mediziner.

## Leben
Hans Edgar Reis studierte Medizin und wurde 1965 mit einer Arbeit über die Heterogenität von Paraproteinen an der Düsseldorfer Universität zum Dr. med. promoviert. Er war langjähriger Chefarzt der Inneren Medizin und Direktor der Medizinischen Klinik I (Hämatologie, Onkologie, Gastroenterologie) der Kliniken Maria Hilf in Mönchengladbach. 2004 wurde Reis emeritiert; sein Nachfolger wurde Ullrich Graeven.
Besondere Fachgebiete waren die Tumorforschung sowie die Stammzellenforschung. Reis galt als renommierter Vertreter der Medizinethik. Nach seiner Emeritierung setzte er sich für die Palliativmedizin ein. 2006 wurde er Vorstandsmitglied der Grünenthal Stiftung für Palliativmedizin. Zusammen mit Stephan Langer gründete er die Initiative „JaVita“-Krebspatienten-Begleitservice und war 2009 Preisträger des Best Practice Award 2009 der Novartis Oncology und der Deutschen Krebsgesellschaft e.V. (DKG).
Hans Edgar Reis war Ritter des Ritterordens vom Heiligen Grab zu Jerusalem und seit 1962 Mitglied der Katholischen Deutschen Studentenverbindung Burgundia (Leipzig) zu Düsseldorf im CV.